# エリオン沸石
エリオン沸石（えりおんふっせき）は、ゼオライトと呼ばれる鉱物のグループに属し、天然に存在する繊維状鉱物である。通常、風化や地下水によって変化した火山灰に含まれている。エリオン沸石は、岩層のくぼみに脆い羊毛のような繊維状の塊を形成し、菱沸石に似た内部分子構造を持つ。エリオン沸石のいくつかの特性は、石綿（アスベスト）の特性に似ている。
ただし、2018年の時点で、エリオン沸石は米国環境保護庁によって規制されておらず、エリオン沸石繊維の職業暴露制限はない。  エリオン沸石は、1898年にA.S. Eakleによって、オレゴン州ダーキー近くの流紋岩溶岩の空洞にある白い羊毛状の繊維状の塊として最初に記述された。もともとはオフレタイトという名前の別の比較的まれなゼオライトであると考えられた。オフレタイトは外観や化学組成がエリオナイトと非常によく似ている。 

## 化学組成
エリオン沸石の化学組成は、おおよそ次の式で表される。
(Na2,K2,Ca)2Al4Si14O36•15H2O
最も主要な成分に基づいて、ソーダエリオン沸石（Erionite (Na)）、カリエリオン沸石（Erionite (K)）、および灰エリオン沸石（Erionite (Ca)）の形態に区別することができる。エリオン沸石は、リンクされた四面体のフレームワークで構成される六角形のケージのような構造を持つ。それは、結晶ファイバーの放射グループの白い角柱状結晶で構成されている。エリオン沸石は、その重量の最大20％を水中で吸収し、比重は2.02〜2.13であり、ガス吸収、イオン交換、および吸収された化合物の分子サイズに依存する選択性の高い触媒特性を備えている。
ゼオライトは、一般に、優れた熱安定性、再水和速度論、および水蒸気吸着能力を備えている。

## 発がん性
エリオン沸石はヒトの発がん性物質であることが知られており、国際がん研究機関（IARC）が発表しているIARC発がん性リスク一覧によって、グループ1の発がん性物質としてリストアップされている。 
トルコ中央アナトリアのカッパドキア地方における、エリオン沸石曝露による悪性胸膜および腹膜中皮腫の有病率は非常に高い。
記述的研究では、エリオン沸石への慢性的な曝露があったトルコの3つの村に住む個人における中皮腫による過剰な死亡率が報告されている。調査対象の村で発生した中皮腫は2例のみで、どちらも他の場所で生まれた女性であった 。
エリオン沸石で汚染された3つの村のうち2つでも、過剰な肺がんが報告された。影響を受けた村から収集された空気サンプルから、呼吸可能なエリオン沸石繊維が検出され、中皮腫の症例から収集された肺組織サンプルにはエリオン沸石繊維が含まれていた。ゼオライトコアを有する鉄体の割合は、2つの対照村の住民よりも汚染された村の住民でより高い割合で発見された 。 エリオン沸石は、地元の火山凝灰岩に存在すると報告されている。 
エリオン沸石には、実験動物における発がん性の十分な証拠がある。吸入または注射（胸膜内または腹腔内）によってエリオン沸石に暴露されたラットおよび腹腔内注射によって暴露されたマウスは、中皮腫の発生率が高かった。
さらに、トルコの中央アナトリアで見つかったエリオン沸石を調査することにより、エリオン沸石の発がん性が発見されたが、アメリカノースダコタ州で得られたエリオン沸石と比較した場合、発がん性に違いは見らなかった。

## 曝露
繊維状エリオン沸石の堆積物は、アメリカ合衆国のアリゾナ州、ネバダ州、オレゴン州、ユタ州ユタ州にある。これらのゼオライト床は最大4.6メートル（15フィート）と厚く、表面の露出部分に曝露している可能性がある。ネバダ州の道路粉塵のサンプルからエリオン沸石繊維が検出されており、山間部西部の居住者は、大気中の繊維状エリオン沸石にさらされる可能性がある  。
2009年の夏、ノースダコタ州は住民のエリオン沸石曝露の可能性に関する調査を開始。
エリオン沸石は、モンタナ州南東部とサウスダコタ州北西部の第三紀アリカリー層からのサンプルでも確認されている。
エリオン沸石については、採掘などの生産過程において職業上の曝露が発生していた。エリオン沸石への潜在的な職業的曝露は、通常、他のゼオライトの生産および採掘中に発生している。エリオン沸石は、一部の市販ゼオライトの微量成分でもあると報告されている。
したがって、他のゼオライトを使用すると、さまざまなプロセスや製品でゼオライトを使用する労働者や一般の人々がエリオン沸石による健康上のリスクにさらされる可能性がある。アリゾナ州のエリオン沸石を含む露天掘りゼオライト鉱山の鉱山労働者の総粉塵曝露量は、0.01mg / m から13.7mg / m の範囲であり、採掘地域の呼吸可能な粉塵は0.01mg / m3から1.4mg / m3であった。
エリオン沸石は、トルコの人気観光地であるカッパドキアのネヴシェヒル近くのツズコイ村で、肺がん、石綿肺、胸膜中皮腫、その他の肺の問題の発生率が高い原因であると考えられている。

## ギャラリー

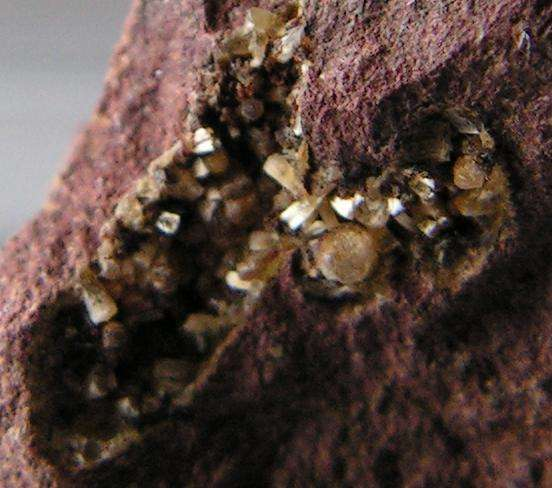
エリオナイト-Ca
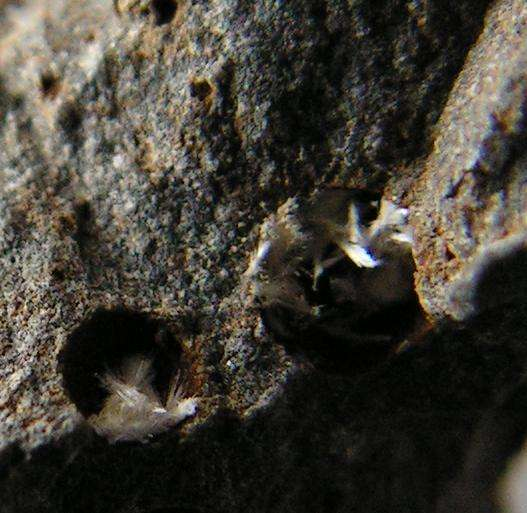
エリオン沸石-K
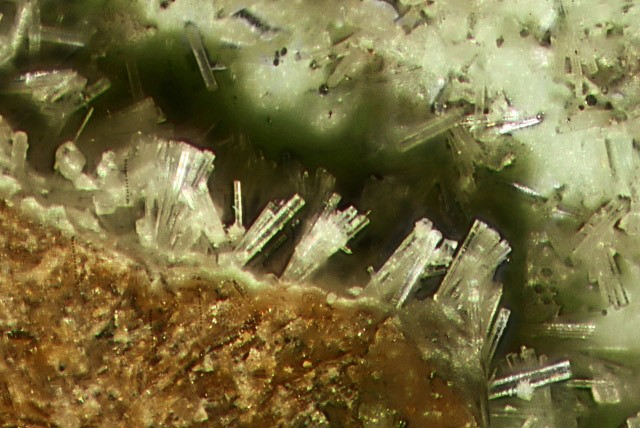
エリオン沸石とオフレタイト
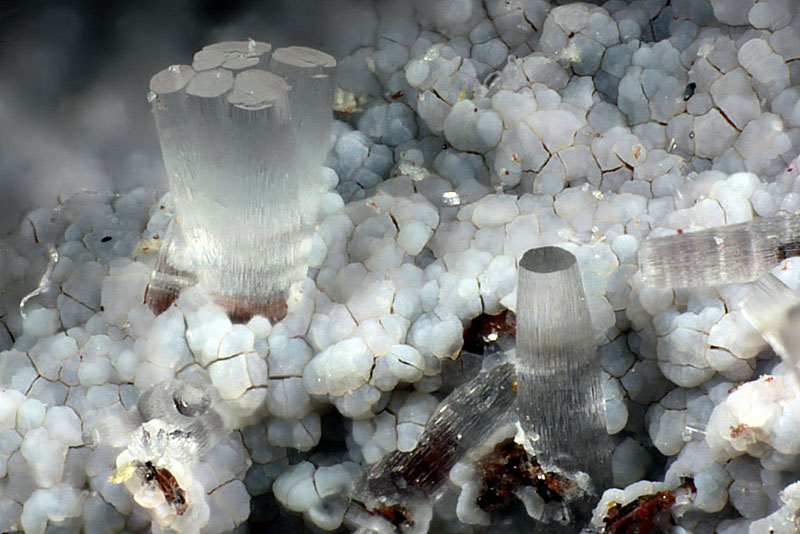
アリゾナのエリオン沸石
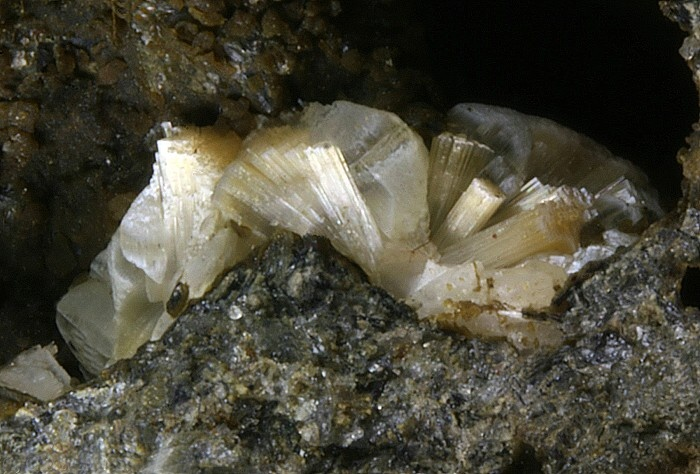
でエリオナイトヴェネト